# Escudo de Valdés

El escudo del concejo asturiano de Valdés es:
En gules un león naciente en oro.
Al timbre corona real abierta.
El escudo de Luarca es uno de los más antiguos del Principado y se presenta partido y acuartelado.
- El primer cuartel partido, nos muestra en gules, un castillo de Oro almenado.

- En el segundo cuartel partido, podemos observar un León rampante armado y coronado de Oro. Estos dos cuarteles hacen referencia al reino de Castilla y León.

- El último cuartel cortado, nos representa una carabela de oro, sobre unas ondas, de las que aflora una ballena. Este último cuartel simboliza dos de las actividades principales del concejo, la navegación y la pesca de ballenas.

Al timbre corona real, abierta.
Este concejo se ha caracterizado por utilizar el escudo de Luarca hasta 1985, año en el que se vuelve a la antigua denominación de Valdés y en el que se adopta un nuevo escudo, compartiéndose actualmente los dos. 
- Datos: Q5838374